# Riot Act (album)
Pour la loi ancienne, voir Riot Act.
Albums de Pearl Jam
Binaural
(2000) Pearl Jam
(2006)
Singles
1. I am Mine
Sortie : 2002
2. Save You
Sortie : 2003
3. Love Boat Captain
Sortie : 2003

Riot Act est le 7e album du groupe de rock alternatif originaire de Seattle Pearl Jam. Il est sorti le 12 novembre 2002 sur le label Epic et a été produit par Adam Kasper et le groupe.

## Historique
Après deux années d'inactivité du groupe, dont certains membres ont participé à des projets parallèles, Pearl Jam retourne en studio, le Studio X  de Seattle en février 2002 pour préparer l'enregistrement de son septième album, le dernier le liant au label Epic (Sony Music). Pour la première fois, le groupe s'adjoint l'aide d'un clavièriste en la personne de Kenneth "Boom" Gaspar. Les chansons sont composées de la même manière que les deux albums précédents, à savoir que chaque musicien travaille de son côté puis toutes les idées sont mises en commun et travaillées ensemble en studio. Les singles tirés de cet album sont I Am Mine, Save You et Love Boat Captain.
Après avoir sorti en édition limitée un DVD du concert donné au Showbox de Seattle le 6 décembre 2002, la tournée Riot Act a réellement commencé au printemps 2003, Pearl Jam passant cette fois en Australie et Asie, puis aux États-Unis. Les bootlegs officiels de chaque concert étaient disponibles sur le site du Tenclub, mais un seul concert représentatif de chaque continent est vendu en magasin (Perth pour l'Australie, Tokyo pour le Japon, State College pour la tournée US I, New York #1 et #2 ainsi que Boston #3 pour la tournée US II).

## Réception
À sa sortie, il s'est classé à la 5e place du Billboard 200 et a reçu un très bon accueil de la part de la presse et du public. Il atteindra la première place du classement musical en Australie, seul pays où l'album sera récompensé d'un disque de platine (70 000 albums vendus). 

## Liste des titres
| No  | Titre             | Auteur          | Musique                                                        | Durée |
| --- | ----------------- | --------------- | -------------------------------------------------------------- | ----- |
| 1.  | Can't Keep        | Eddie Vedder    | Vedder                                                         | 3:39  |
| 2.  | Save You          | Vedder          | Jeff Ament, Matt Cameron, Stone Gossard, Mike McCready, Vedder | 3:50  |
| 3.  | Love Boat Captain | Vedder          | Boom Gaspar, Vedder                                            | 4:36  |
| 4.  | Cropduster        | Vedder          | Cameron                                                        | 3:51  |
| 5.  | Ghost             | Ament, Vedder   | Ament                                                          | 3:15  |
| 6.  | I am Mine         | Vedder          | Vedder                                                         | 3:35  |
| 7.  | Thumbing My Way   | Vedder          | Vedder                                                         | 4:10  |
| 8.  | You Are           | Cameron, Vedder | Cameron                                                        | 4:30  |
| 9.  | Get Right         | Cameron         | Cameron                                                        | 2:38  |
| 10. | Green Disease     | Vedder          | Vedder                                                         | 2:41  |
| 11. | Help help         | Ament           | Ament                                                          | 3:35  |
| 12. | Bu$hleaguer       | Gossard, Vedder | Gossard                                                        | 3:57  |
| 13. | 1/2 Full          | Vedder          | Ament                                                          | 4:10  |
| 14. | Arc               | Vedder          | Vedder                                                         | 1:05  |
| 15. | All or None       | Gossard, Vedder | Gossard                                                        | 4:37  |

## Musiciens
Pearl Jam
- Eddie Vedder: chant, guitare rythmique
- Stone Gossard: guitares
- Mike McCready: guitares
- Jeff Ament: basse
- Matt Cameron: batterie, percussions

Musiciens additionnels
- Boom Gaspar: orgue Hammond B3, Fender Rhodes
- Adam Kasper: piano

## Charts et certifications

### Album
Charts
| Pays             | Durée du classement | Meilleur classement | Date             |
| ---------------- | ------------------- | ------------------- | ---------------- |
| Allemagne        | 6 semaines          | 13e                 | 25 novembre 2002 |
| Australie        | 18 semaines         | 1er                 | 24 novembre 2002 |
| Autriche         | 4 semaines          | 24e                 | 24 novembre 2002 |
| Belgique (W)     | 3 semaines          | 20e                 | 30 novembre 2002 |
| Belgique (V)     | 4 semaines          | 12e                 | 30 novembre 2002 |
| Canada           | 1 semaine           | 4e                  | 30 novembre 2002 |
| Danemark         | 2 semaines          | 16e                 | 22 novembre 2002 |
| États-Unis       | 14 semaines         | 5e                  | 30 novembre 2002 |
| Finlande         | 1 semaine           | 21e                 | 17 novembre 2002 |
| France           | 3 semaines          | 30e                 | 16 novembre 2002 |
| Italie           | 12 semaines         | 2e                  | 14 novembre 2002 |
| Norvège          | 2 semaines          | 3e                  | 18 novembre 2002 |
| Nouvelle-Zélande | 6 semaines          | 2e                  | 24 novembre 2002 |
| Pays-Bas         | 11 semaines         | 23e                 | 30 novembre 2002 |
| Royaume-Uni      | 2 semaines          | 34e                 | 24 novembre 2002 |
| Suède            | 3 semaines          | 13e                 | 21 novembre 2002 |
| Suisse           | 9 semaines          | 13e                 | 24 novembre 2002 |

Certifications
| Pays             | Certification | Ventes    | Date             |
| ---------------- | ------------- | --------- | ---------------- |
| Australie        | Platine       | 70 000 +  | 2002             |
| Canada           | Or            | 50 000 +  | 7 mars 2022      |
| États-Unis       | Or            | 500 000 + | 10 décembre 2022 |
| Nouvelle-Zélande | Or            | 7 500 +   | 24 novembre 2002 |
| Royaume-Uni      | Argent        | 60 000 +  | 22 juillet 2013  |

### Singles

#### Charts
I Am Mine
| Chart                   | Durée du classement | Position | Date             |
| ----------------------- | ------------------- | -------- | ---------------- |
| Hot 100                 | 8 semaines          | 43e      | 26 octobre 2002  |
| Mainstream Rock Tracks  | 17 semaines         | 7e       | 12 octobre 2002  |
| Alternative Songs       | 12 semaines         | 6e       | 12 octobre 2002  |
| Single Top 100          | 2 semaines          | 60e      | 11 novembre 2002 |
| ARIA Charts             | 6 semaines          | 12e      | 3 novembre 2002  |
| Canadian Songs          | 11 semaines         | 2e       | 9 novembre 2002  |
| Promusicae              | 3 semaines          | 7e       | 10 novembre 2002 |
| Suomen virallinen lista | 1 semaine           | 20e      | 11 novembre 2002 |
| FIMI                    | 13 semaines         | 4e       | 31 octobre 2022  |
| VG-lista                | 2 semaines          | 10e      | 4 novembre 2002  |
| RMNZ Singles Top40      | 1 semaine           | 48e      | 10 novembre 2002 |
| Mega Top 50             | 3 semaines          | 58e      | 9 novembre 2002  |
| UK Singles Chart        | 4 semaines          | 26e      | 9 novembre 2002  |
| Sverigetopplistan       | 3 semaines          | 29e      | 7 novembre 2022  |
| Schweizer Hitparade     | 4 semaines          | 59e      | 24 novembre 2002 |

Save You
| Chart                  | Durée du classement | Position | Date            |
| ---------------------- | ------------------- | -------- | --------------- |
| Mainstream Rock Tracks | 9 semaines          | 23e      | 12 octobre 2002 |
| Alternative Songs      | 6 semaines          | 29e      | 25 janvier 2003 |
| Canadian Songs         | 3 semaines          | 17e      | 10 mai 2003     |

Love Boat Captain
| Chart          | Durée du classement | Position | Date         |
| -------------- | ------------------- | -------- | ------------ |
| Canadian Songs | 3 semaines          | 16e      | 10 mai 2003  |
| ARIA Charts    | 1 semaine           | 29e      | 9 mars 2003  |
| FIMI           | 2 semaines          | 23e      | 20 mars 2003 |

#### Certification
| single    | Pays      | Certification | Ventes   | Date |
| --------- | --------- | ------------- | -------- | ---- |
| I Am Mine | Australie | Or            | 35 000 + | 2002 |